# Campionat del món d'atletisme
El Campionat del Món d'Atletisme és una competició esportiva d'atletisme de caràcter internacional organitzada per l'Associació Internacional de Federacions d'Atletisme (IAAF) des de 1983. En un principi es disputava cada quatre anys, però a causa del gran ressò mediàtic i econòmic que tingué la competició, a partir de la seva tercera edició, el 1991, es passà a disputar cada dos anys.

## Edicions dels campionats
| Edició | Any  | Ciutat    | Data                         | Estadi                        | Núm. proves | Núm. atletes |
| ------ | ---- | --------- | ---------------------------- | ----------------------------- | ----------- | ------------ |
| I      | 1983 | Hèlsinki  | 7 d'agost - 14 d'agost       | Estadi Olímpic de Hèlsinki    | 41          | 1.355        |
| II     | 1987 | Roma      | 28 d'agost - 6 de setembre   | Stadio Olimpico               | 43          | 1.451        |
| III    | 1991 | Tòquio    | 23 d'agost - 1 de setembre   | Estadi Olímpic de Tòquio      | 43          | 1.517        |
| IV     | 1993 | Stuttgart | 13 d'agost - 22 d'agost      | Gottlieb-Daimler-Stadion      | 44          | 1.689        |
| V      | 1995 | Göteborg  | 5 d'agost - 13 d'agost       | Estadi Ullevi                 | 44          | 1.804        |
| VI     | 1997 | Atenes    | 1 d'agost - 10 d'agost       | Estadi Olímpic d'Atenes       | 44          | 1.882        |
| VII    | 1999 | Sevilla   | 20 d'agost - 29 d'agost      | Estadi Olímpic de la Cartuja  | 46          | 1.821        |
| VIII   | 2001 | Edmonton  | 3 d'agost - 12 d'agost       | Commonwealth Stadium          | 46          | 1.677        |
| IX     | 2003 | París     | 23 d'agost - 31 d'agost      | Stade de France               | 46          | 1.679        |
| X      | 2005 | Hèlsinki  | 6 d'agost - 14 d'agost       | Estadi Olímpic de Hèlsinki    | 47          | 1.688        |
| XI     | 2007 | Osaka     | 24 d'agost - 2 de setembre   | Estadi Nagai                  | 47          | 1.981        |
| XII    | 2009 | Berlín    | 15 d'agost - 23 d'agost      | Olympiastadion                | 47          | 2.101        |
| XIII   | 2011 | Daegu     | 27 d'agost - 4 de setembre   | Estadi de Daegu               | 47          | 1.945        |
| XIV    | 2013 | Moscou    | 10 d'agost - 18 d'agost      | Estadi Lujniki                | 47          | 1.974        |
| XV     | 2015 | Pequín    | 29 d'agost - 6 de setembre   | Estadi Nacional de Pequín     | 47          | 1.931        |
| XVI    | 2017 | Londres   | 5 d'agost - 13 d'agost       | Estadi Olímpic de Londres     | 48          | 1.857        |
| XVII   | 2019 | Doha      | 28 de setembre - 6 d'octubre | Khalifa International Stadium | 49          | 1.775        |
| XVIII  | 2022 | Eugene    | 15 de juliol - 24 de juliol  | Hayward Field                 | 49          | 1.705        |
| XIX    | 2023 | Budapest  | 18 d'agost - 27 d'agost      | Nemzeti Atlétikai Központ     | 49          | 2.187        |
| XX     | 2025 | Tòquio    |                              | Estadi Olímpic de Tòquio      |             |              |